# Internazionali di Tennis di Bergamo 2023
Gli Internazionali di Tennis di Bergamo 2023, noti anche come di Tennis-Trofeo Faip And Perrel, è stato un torneo maschile di tennis professionistico giocato sul cemento indoor. È stata la 18ª edizione del torneo, facente parte della categoria Challenger 125 nell'ambito dell'ATP Challenger Tour 2023. Si è giocato al Bluorobica Palestra Italcementi di Bergamo, in Italia, dal 30 ottobre al 5 novembre 2023.

## Partecipanti

### Teste di serie
| Nazionalità | Giocatore       | Ranking* | Testa di serie |
| ----------- | --------------- | -------- | -------------- |
| Regno Unito | Jack Draper     | 91       | 1              |
| Italia      | Flavio Cobolli  | 95       | 2              |
| Regno Unito | Liam Broady     | 101      | 3              |
| Slovacchia  | Alex Molčan     | 108      | 4              |
| Belgio      | David Goffin    | 111      | 5              |
| Italia      | Giulio Zeppieri | 128      | 6              |
| Moldavia    | Radu Albot      | 132      | 7              |
| Italia      | Fabio Fognini   | 134      | 8              |

* Ranking al 23 ottobre 2023.

### Altri partecipanti
I seguenti giocatori hanno ricevuto una wild card per il tabellone principale:
- Flavio Cobolli
- Fabio Fognini
- Samuel Vincent Ruggeri

I seguenti giocatori sono entrati in tabellone come alternate:
- Cem İlkel
- Francesco Maestrelli

I seguenti giocatori sono passati dalle qualificazioni:
- Jelle Sels
- Michail Kukuškin
- Illja Marčenko
- Pierre-Hugues Herbert
- Matteo Martineau
- Billy Harris

I seguenti giocatori sono entrati in tabellone come lucky loser:
- Ugo Blanchet
- Mark Lajal

## Punti e montepremi
| Torneo    | Torneo              | V     | F     | SF    | QF    | 2T    | 1T  | Q | Q2  | Q1  |
| Singolare | Punti               | 75    | 50    | 30    | 16    | 7     | 0   | 4 | 2   | 0   |
| Singolare | Premi in denaro (€) | 9,880 | 5,820 | 3,450 | 2,000 | 1,165 | 720 | – | 360 | 185 |
| Doppio    | Punti               | 75    | 50    | 30    | 16    | –     | 0   | – | –   | –   |
| Doppio    | Premi in denaro (€) | 4,250 | 2,450 | 1,480 | 880   | –     | 500 | – | –   | –   |

## Campioni

### Singolare
Jack Draper ha sconfitto in finale  David Goffin con il punteggio di 1–6, 7–6(3), 6–3.

### Doppio
Evan King /  Brandon Nakashima hanno sconfitto in finale  Francisco Cabral /  Henry Patten con il punteggio di 6–4, 7–6(1).